# Скалея
Скале́я (итал. Scalea) — коммуна в Италии, располагается в регионе Калабрия в провинции Козенца.
Население составляет 10 429 человек (2008 г.), плотность населения составляет 473 чел./км². Занимает площадь 22 км². Почтовый индекс — 87029. Телефонный код — 0985.
Покровительницей коммуны почитается Пресвятая Богородица, празднование 16 июля.

## Демография
Динамика населения:

## Местные достопримечательности
- Palazzo dei Principi (XIII век)
- Palazzetto Normanno (XII век)
- Церковь San Nicola in Plateis (VIII век, впоследствии была реставрирована)
- Башня Torre Talao, башня, построенная в XVI веке как часть системы, состоящей из 337 башен, стоящих на посту против атак пиратов.

## Интересный факт
С 2007 года город Скалея стал популярен у россиян как место для покупки недвижимости для отдыха..